# 深澤英隆
深澤 英隆（ふかさわ ひでたか、1956年1月12日 - ）は、日本の宗教学者、一橋大学名誉教授。中村元賞受賞。

## 略歴
東京都生まれ。東京都立青山高等学校を経て、1980年東京外国語大学外国語学部インド・パーキスターン語学科卒、東京大学大学院人文科学研究科宗教学修士課程修了、マールブルク大学神学部宗教史・非ヨーロッパ言語文化学部宗教学を経て、1988年東大大学院人文科学研究科博士課程単位取得退学。東京大学文学部助手、一橋大学社会学部助教授、2000年社会学研究科教授。2019年社会学研究科特任教授、一橋大学名誉教授。ミュンヘン大学・ベルリン自由大学客員研究員。1994年中村元賞受賞。妻の直野洋子は直野敦の長女。

## 著書
- 『啓蒙と霊性 近代宗教言説の生成と変容』（岩波書店） 2006

## 共編
- 『近代日本における知識人と宗教 姉崎正治の軌跡』（磯前順一共編、東京堂出版） 2002

- 『スピリチュアリティの宗教史』（鶴岡賀雄共編、リトン、宗教史学論叢） 2012

## 翻訳
- 『アーカーシャ年代記より 宇宙の記憶　レムリアとアトランティス』（ルドルフ・シュタイナー、徳永靖之共訳、人智学研究会、神秘学叢書） 1976
- 『ユングとシュタイナー 対置と共観』（ゲルハルト・ヴェーア、石井良共訳、人智学出版社） 1982
- 『エコロジー・ヒューマニズム 成長妄想からの決別 - 地球略奪への対案としての第三の道』（ヴィルフリート・ハイト編、ギュンター・バルチュ, ヨーゼフ・ボイスほか共著、荒川宗晴, 石川裕一, 石井良共訳、人智学出版社） 1984
- 『世界宗教史4 諸世界の邂逅から現代まで』（ミルチア・エリアーデ原案、I.P.クリアーヌ, ヘルダー社編、奥山倫明, 木塚隆志共訳、筑摩書房） 1998、のちちくま学芸文庫（2分冊） 2000
- 『現代日本のスピリチュアリティ 文学・思想にみる新霊性文化』（リゼット・ゲーパルト、飛鳥井雅友共訳、岩波書店） 2013
- 『ジンメル宗教論集』（ゲオルク・ジンメル、岩波文庫） 2021

## 参考
- [ISBN　978-4-00-022753-7]
- J-GLOBAL